# Ketozy
Ketozy (cukry ketonowe) – cukry proste, w których cząsteczkach występuje grupa ketonowa. Są cukrami redukującymi.

## Własności redukujące
Ketozy to cukry redukujące, gdyż grupa ketonowa w tych cukrach ulega w warunkach zasadowych enolizacji, w efekcie czego ich roztwory zawierają równowagową mieszaninę tautomerów – formę ketozową oraz dwa epimery aldozowe. Powstające aldozy wykazują właściwości redukujące. W efekcie ketozy dają pozytywny wynik z odczynnikiem Benedicta, Fehlinga i Tollensa (podobnie jak aldozy). Ketozy nie odbarwiają natomiast wody bromowej (w przeciwieństwie do aldoz).

## Zestawienie ketoz
| Triozy (ketotriozy)   | Dihydroksyaceton | Dihydroksyaceton | Dihydroksyaceton | Dihydroksyaceton |
| Tetrozy (ketotetrozy) | Erytruloza       | Erytruloza       | Erytruloza       | Erytruloza       |
| Pentozy (ketopentozy) | Rybuloza         | Rybuloza         | Ksyluloza        | Ksyluloza        |
| Heksozy (ketoheksozy) | Psikoza          | Fruktoza         | Sorboza          | Tagatoza         |